# Dieter Hermann (Leichtathlet)
Dieter Hermann (* 6. Mai 1941 in Herpf, bei Meiningen in Thüringen; † 18. März 2022 in Erfurt in Thüringen) war ein deutscher Leichtathletiktrainer und ehemaliger Leichtathlet. Er wurde vor allem bekannt durch die langjährige Trainertätigkeit für Nils Schumann sowie als vierfacher DDR-Meister im Hindernislauf.

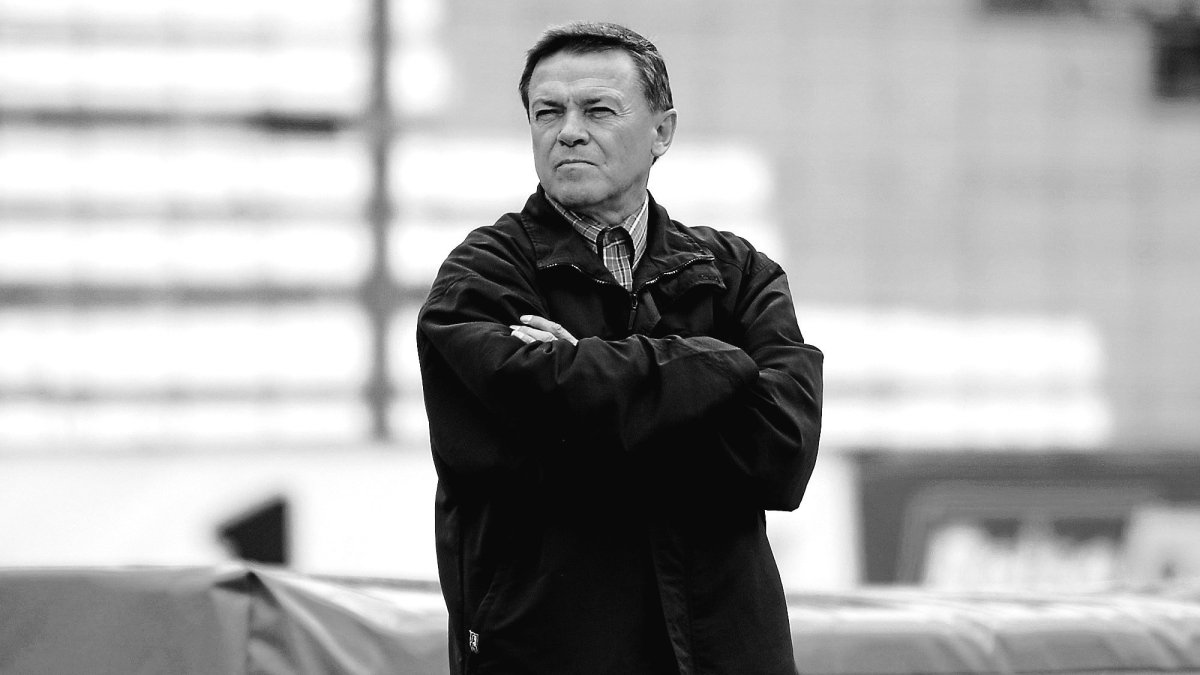
Dieter Hermann

## Als Athlet
Seine sportliche Laufbahn begann in frühen Jahren als Stürmer beim achtklassigen Herpfer SV, bei dem er bis zum heutigen Tage Ehrenmitglied ist. Mit 16 Jahren entdeckte Horst Fenchel in Meiningen sein Talent für das Laufen. Nur ein Jahr später lief er dann für den ASK in Erfurt, wo Erich Bock sein Trainer wurde.
In den Jahren 1964 bis 1967 studierte er neben seiner Läufertätigkeit nach dem Vorbild seines Vaters Bauingenieurwesen.
1967, 1968, 1969 und 1971 wurde Dieter Hermann DDR-Meister im 3000-Meter-Hindernislauf. 1967 gewann er die Mittelstrecke bei den DDR-Crossmeisterschaften. In der Halle war er von 1967 bis 1970 Meister im 1500-Meter-Lauf. Seine Bestleistung über die 1500 Meter auf der Aschenbahn betrug 3:42 Minuten, im 3000-Meter-Hindernislauf lief er 1969 seine Bestzeit von 8:36,2 Minuten. Über die selten gelaufenen 1500 Meter Hindernis hält Hermann noch den deutschen Rekord, den er 1966 in Prag aufstellte. Von 1967 bis 1969 trat er in sechs Länderkämpfen für die DDR an. 1971, mit 30 Jahren, beendete er die Karriere, nachdem er sich beim Höhentraining im bulgarischen Belmeken schwer erkältet hatte.

## Als Trainer
Dieter Herrmann war von 1971 bis 1990 Trainer im DVfL. Als Trainer arbeitete er wissenschaftlich, forcierte Schwimmen, Skilanglauf und Radfahren für seine laufenden Schützlinge.
Mit seinen Assistenten wie Marion Peters, Stephan Gneupel, Dieter Fromm oder Enrico Aßmus stellten sich vor allem nach der Wende große Erfolge ein. Hauke Fuhlbrügge wurde 1991 WM-Dritter über 1500 Meter, Martin Strege oder Ralf Aßmus erreichten später die WM-Finals über 3000 Meter Hindernis. Noch erfolgreicher war sein Schützling Nils Schumann, dieser wurde erst Europameister, dann 2000 in Sydney Olympiasieger im 800-Meter-Lauf. Zuletzt war er als Trainer für den SV Creaton Großengottern aktiv.
Nach einer Alzheimer-Erkrankung zog er sich 2018 aus der Öffentlichkeit zurück. Er starb am 18. März 2022.
Er hinterlässt neben seiner Ehefrau Sigrid Hermann die Söhne Thomas, Robert und Erik.